# ديكي هاريس
ديكي هاريس (بالإنجليزية: Dickie Harris)‏ هو لاعب كرة قدم أمريكية ولاعب كرة قدم كندية أمريكي، ولد في 24 مايو 1950 في بوينت بليزانت بيتش في الولايات المتحدة.